# Lonny Bostofte

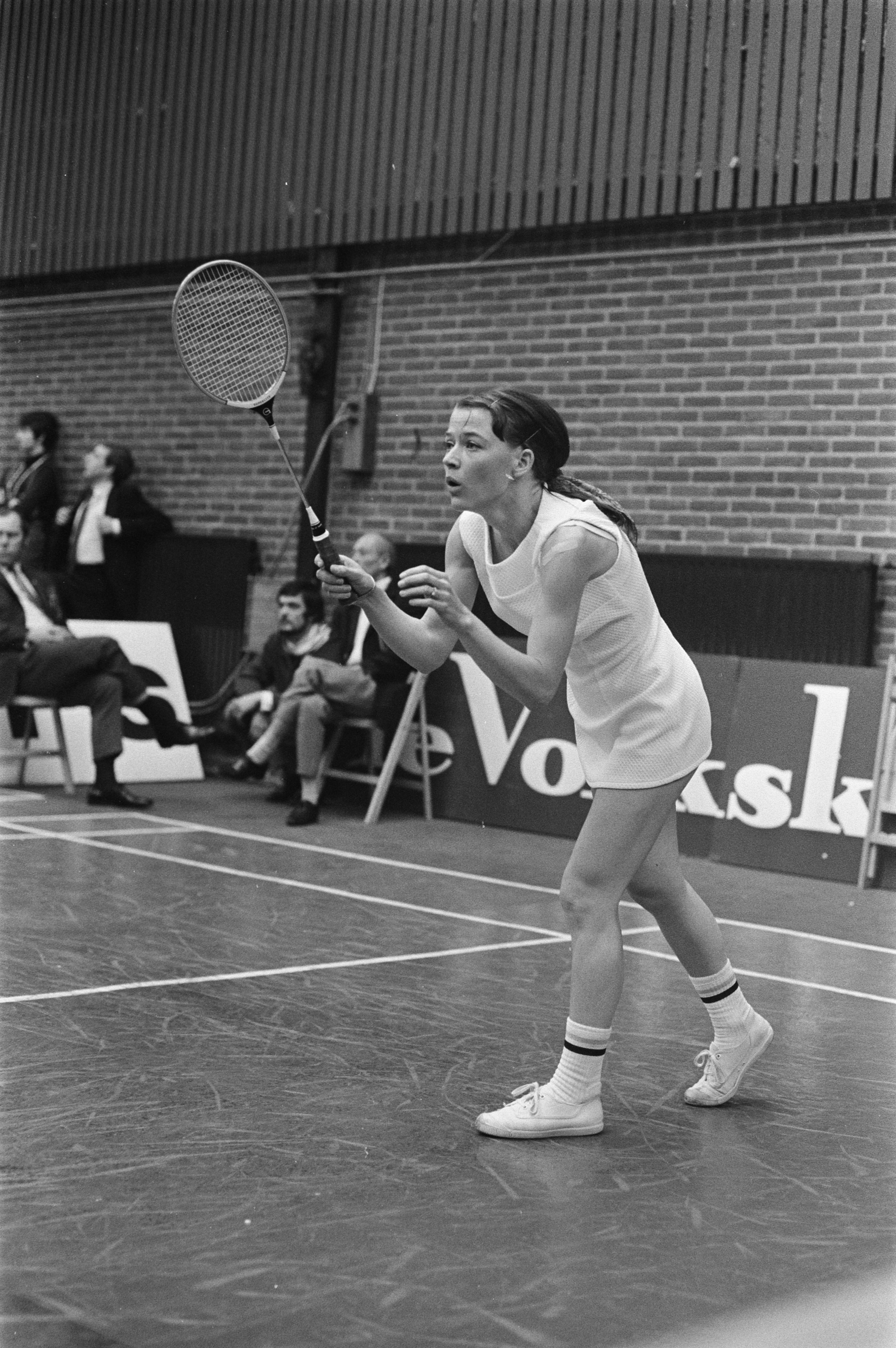
Lonny Bostofte 1970

Lonny Bostofte (* um 1945, geborene Lonny Funch) ist eine ehemalige dänische Badmintonspielerin. 

## Karriere
Lonny Bostofte siegte mit dem dänischen Team bei der Europameisterschaft 1976. Ein Jahr später wurde sie dänische Meisterin, nachdem sie zehn Jahre zuvor bis dato ihren ersten und einzigen Titel errungen hatte.

## Sportliche Erfolge
| Saison    | Veranstaltung                                    | Disziplin   | Platz | Name |
| --------- | ------------------------------------------------ | ----------- | ----- | --- |
| 1959/1960 | Dänemark: Einzelmeisterschaften der Junioren U17 | Dameneinzel | 1     | Lonny Funch, KBK |
| 1962/1963 | Dänemark: Einzelmeisterschaften der Junioren U19 | Dameneinzel | 1     | Lonny Funch, Københavns BK |
| 1965/1966 | DDR: Internationales Federballturnier in Tröbitz | Dameneinzel | 2     | Lonny Funch |
| 1965/1966 | DDR: Internationales Federballturnier in Tröbitz | Damendoppel | 1     | Pernille Mølgaard Hansen / Lonny Funch |
| 1966/1967 | Dänemark: Einzelmeisterschaften                  | Dameneinzel | 1     | Lonny Funch, Skovshoved IF |
| 1967      | Swedish Open                                     | Damendoppel | 1     | Lonny Funch / Ulla Strand |
| 1968      | Swedish Open                                     | Damendoppel | 1     | Lonny Funch / Ulla Strand |
| 1968      | Norwegian International                          | Damendoppel | 1     | Jette Føge / Lonny Funch |
| 1976      | Europameisterschaft                              | Mannschaft  | 1     | Dänemark (Flemming Delfs, Jesper Helledie, Steen Skovgaard, Jette Føge, Susan Hansen, Elo Hansen, Gert Hansen, Lene Køppen, Lonny Bostofte) |
| 1976/1977 | Dänemark: Einzelmeisterschaften                  | Damendoppel | 1     | Lene Køppen, Gentofte BK / Lonny Bostofte, Nykøbing F                                                                                       |
| 1977      | Nordische Meisterschaften                        | Damendoppel | 2     | Lonny Bostofte / Imre Rietveld Nielsen |
| 1977      | Norwegian International                          | Damendoppel | 1     | Pia Nielsen / Lonny Bostofte |
| 1978      | Norwegian International                          | Mixed       | 1     | Steen Fladberg / Lonny Bostofte |
| 1978      | Norwegian International                          | Dameneinzel | 1     | Lonny Bostofte |
| 1979/1980 | Dänemark: Einzelmeisterschaft der Amateure       | Damendoppel | 1     | Lonny Bostofte, Skovshoved IF / Inge Borgstrøm, Ringsted                                                                                    |